# 舍斯塔科韋
50°4′16″N 36°37′10″E / 50.07111°N 36.61944°E

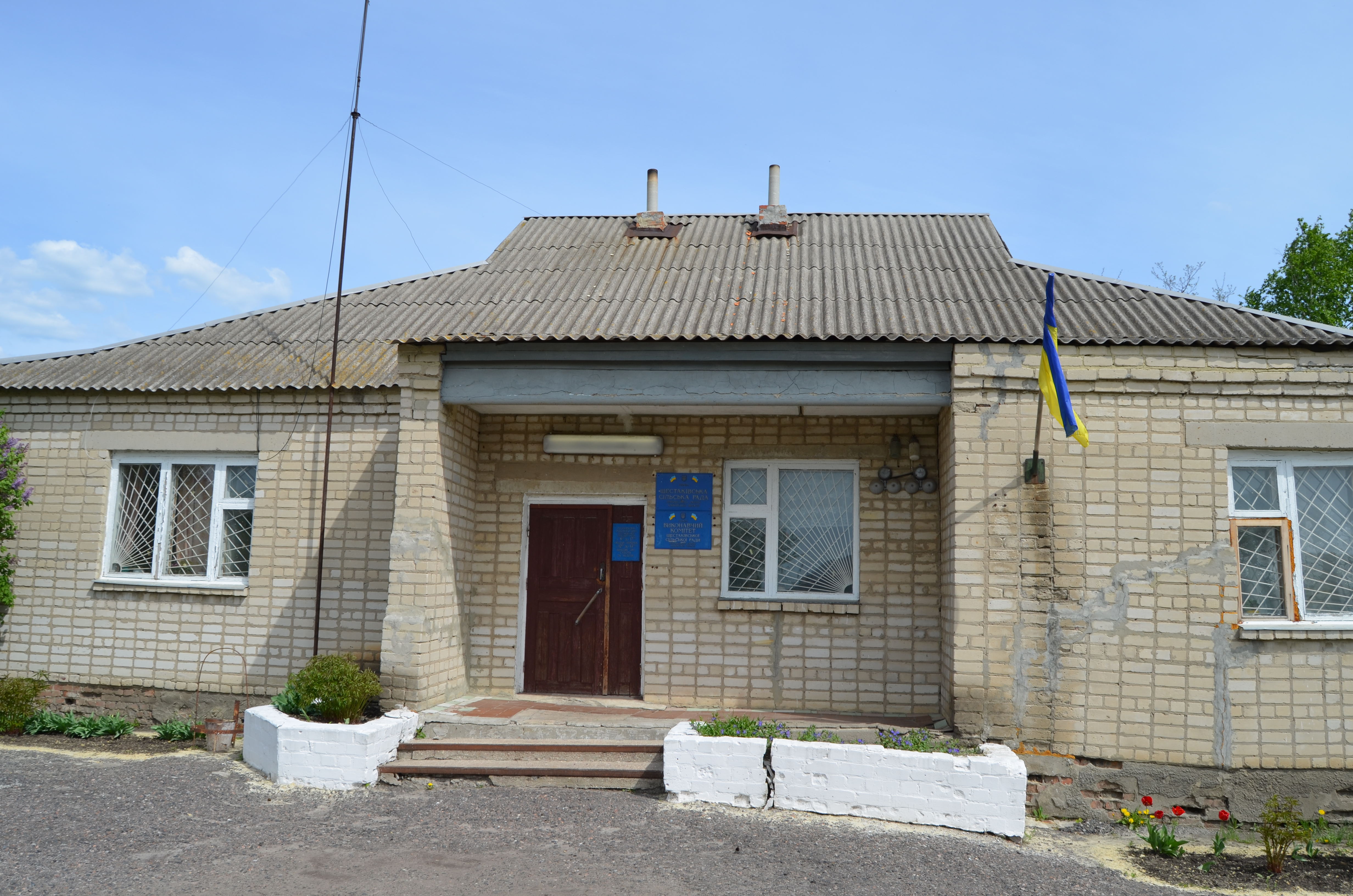

舍斯塔科韋（烏克蘭語：Шестакове）是位於烏克蘭東部的村莊，由哈爾科夫州丘胡伊夫区的舊薩爾蒂夫市鎮負責管轄。該村始建於1675年，面積2.18平方公里，海拔高度150米，人口649，人口密度每平方公里297.2人。